# Erromenus zonarius
Erromenus zonarius är en stekelart som först beskrevs av Johann Ludwig Christian Gravenhorst 1820.  Erromenus zonarius ingår i släktet Erromenus och familjen brokparasitsteklar. Arten är reproducerande i Sverige. Inga underarter finns listade i Catalogue of Life.